# Lista de primeiros-ministros do Djibuti
Esta lista de primeiros-ministros do Djibuti compreende as seis pessoas que exerceram a chefia do Governo desde a independência da França a 27 de junho de 1977 até à atualidade.
O atual primeiro-ministro do Djibuti é Abdoulkader Kamil Mohamed desde de 2013.

## Primeiros-ministros
| Nº | Primeiros-ministros       | Primeiros-ministros | Início do mandato      | Fim do mandato         | Partido |
| -- | ------------------------- | ------------------- | ---------------------- | ---------------------- | ------- |
| 1  | Hassan Gouled Aptidon     |                     | 27 de junho de 1977    | 12 de julho de 1977    | RPP     |
| 2  | Ahmed Dini Ahmed          |                     | 12 de julho de 1977    | 5 de fevereiro de 1978 | RPP     |
| 3  | Abdallah Mohamed Kamil    |                     | 5 de fevereiro de 1978 | 2 de outubro de 1978   | RPP     |
| 4  | Barkat Gourad Hamadou     |                     | 2 de outubro de 1978   | 7 de março de 2005     | RPP     |
| 5  | Dileita Mohamed Dileita   |                     | 7 de março de 2005     | 1 de abril de 2013     | RPP     |
| 6  | Abdoulkader Kamil Mohamed |                     | 1 de abril de 2013     | Atualidade             | RPP     |